# Andrzej (Andruszka) Niemirowicz
Andrzej (Andruszka) Niemirowicz herbu Jastrzębiec (XV w.) – możny bojar litewski, członek ścisłej rady wielkoksiążęcej.
Syn Jana Niemiry (koniuszego ks. Witolda, namiestnika połockiego) i jego żony Anny. Miał trzech braci: Mikołaja (namiestnika witebskiego, smoleńskiego, lubeckiego, mceńskiego, marszałka królewskiego), Fedkę (Fedora) i Jana (marszałka hospodarskiego).

## Działalność
W dokumentach pojawia się po śmierci księcia Witolda. W 1431 roku brał udział w rozejmach w Łucku (wojna łucka) i Czartorysku (Wojna polsko-krzyżacka 1431-1435). 13 sierpnia 1431 r. posłował do obozu polskiego pod Łuckiem w sprawie zawieszenia broni, a we wrześniu tegoż roku poręczył wraz z innymi panami litewskimi za jeńców wypuszczonych przez Jagiełłę. Był jednym ze świadków aktów unii Zygmunta Kiejstutowicza z Władysławem Jagiełłą, którą świadczył 20 lutego 1433 r., a następnie 27 lutego 1434 r. Na oryginalnym dokumencie unii z 1434 zachowała się pieczęć Andruszki Niemirowicza przedstawiająca herb Jastrzębiec. Świadczył na dokumencie wystawionym przez Zygmunta Kiejstutowicza, nadającym Mir Sienkowi Giedygołdowiczowi (1434). Widnieje też w dokumentach wystawionych przez Zygmunta Kiejstutowicza dla katedry wileńskiej (1435-1436). Wspierał Zygmunta Kiejstutowicza w walce ze Świdrygiełłą, za co był sowicie nagradzany.
Świadczył na wielu dokumentach Kazimierza Jagiellończyka m.in. przywileju dla miasta Wilna (1441), dla katedry wileńskiej (1452) – wraz z bratem Janem, został wymieniony wraz z książętami i innymi panami rady w dokumencie Kazimierza Jagiellończyka dla metropolity moskiewskiego Jony (1451).
Mimo że nie piastował urzędów, wchodził w skład ścisłego grona rady wielkoksiążęcej.

## Posiadłości
Dziedzic Wsielubia. Otrzymał liczne nadania od Zygmunta Kiejstutowicza i Kazimierza Jagiellończyka. Posiadał m.in. Wereskowo, Czernihowo, Lachowicze, Mołodyłowicze, dwór Łodiatycze, jezioro Czereszło.
Andruszka Niemirowicz był głównym (wśród braci), a być może jedynym, fundatorem kościoła katolickiego we Wsielubiu. Datą fundacji był zapewne 1442 rok. Kościół we Wsielubiu, będącym główną rezydencją Niemirowiczów, prawdopodobnie miał charakter nekropolii rodowej. Kościół we Wsielubiu uznawany jest za najstarszy zachowany zabytek gotycki na terenie Białorusi.

## Rodzina
Andrzej (Andruszka) Niemirowicz miał dwóch synów:
- Jerzego (Jurija) Andrejewicza Niemirowicza, starostę drohickiego, ojca Mikołaja, Jerzego (wojewody krzyczewskiego), Jana Uhryna oraz prawdopodobnie Krzysztofa i Zofii zamężnej za horodniczym wileńskim Dobko.
- Jakuba Andruszkowicza Niemirowicza, ożenionego ze Świętochną, wdową po Andrzeju Dowgirdzie (synu woj. wileńskiego Jana Dowgirda), ojca:
  - Wacława (namiestnika lubuckiego i miceńskiego), ożenionego z Owdotią z ks. Świrskich
  - Jana (namiestnika czeczerskiego), ożenionego z Jadwigą z ks. Świrskich
  - Andrzeja (wojewodę kijowskiego, hetmana polnego litewskiego), ożenionego wpierw z Anną, wdową po ks. Łukomskim, a później z Miłochną Daszkiewiczówną, siostrą Eustachego, wdową po Tyszkiewiczu
  - Władysława Butryma, (ciwuna wileńskiego), ożenionego z Maryną
  - Jadwigi, fundatorki kościoła w Korkożyszkach
  - nieznanej z imienia córki, żony Mikołaja Narbutta

Świętochna z pierwszego małżeństwa miała córkę Annę Dowgirdównę za namiestnikiem smoleńskim Iwanem Iliniczem, matkę marszałka Jerzego Iwanowicza Ilinicza, fundatora zamku w Mirze.